# Anaplecta zeylanica
Anaplecta zeylanica är en kackerlacksart som beskrevs av Robert Walter Campbell Shelford 1906. Anaplecta zeylanica ingår i släktet Anaplecta och familjen småkackerlackor.
Artens utbredningsområde är Sri Lanka. Inga underarter finns listade i Catalogue of Life.